# Jean Tronchin Du Breuil
Pour les articles homonymes, voir Du Breuil et Dubreuil.
 (novembre 2012).
Si vous disposez d'ouvrages ou d'articles de référence ou si vous connaissez des sites web de qualité traitant du thème abordé ici, merci de compléter l'article en donnant les références utiles à sa vérifiabilité et en les liant à la section « Notes et références ».
Jean Tronchin Du Breuil (ou Dubreuil) est un historien, homme politique et diplomate suisse, né à Genève le 9 février 1641. Il est décédé à Amsterdam, le 17 octobre 1721.

## Biographie
Il étudie en France et rentre au service de Colbert en 1660. Protestant, il refuse de se convertir au catholicisme et fuit la France en 1682.
Réfugié en Hollande, il y est rédacteur de Lettres sur les matières du temps et de  la Gazette d'Amsterdam.